# Peter Mansfield
Peter Mansfield (ur. 9 października 1933 w Londynie, zm. 8 lutego 2017) – brytyjski fizyk, laureat Nagrody Nobla w dziedzinie medycyny.

## Życiorys
Dorastał w Londynie. W wieku piętnastu lat opuścił szkołę. Został asystentem drukarza. Potem pracował w Rocket Propulsion Department w Westcott, w Buckinghamshire. Uczył się w szkole wieczorowej. W 1956 zaczął studia w zakresie fizyki w Queen Mary College na University of London. W 1964 zaczął pracę na wydziale fizyki na University of Nottingham. Profesorem został w 1979. Na emeryturę przeszedł w 1994.
Dzięki jego pracom w medycynie znalazła zastosowanie metoda rezonansu magnetycznego; został za to uhonorowany razem z Amerykaninem Paulem Lauterburem Nagrodą Nobla z medycyny w 2003.
W 1993 królowa Elżbieta II nadała mu tytuł szlachecki.
W 2000 Uniwersytet Jagielloński nadał mu tytuł doktora honoris causa.